# Antipathes gallensis
Antipathes gallensis är en korallart som beskrevs av Thomson och Simpson 1905. Antipathes gallensis ingår i släktet Antipathes och familjen Antipathidae. Inga underarter finns listade i Catalogue of Life.